# جزیره اسرارآمیز (مجموعه تلویزیونی)
جزیرهٔ اسرارآمیز (به فرانسوی: L'Île mystérieuse) یک مجموعهٔ تلویزیونی کوتاه علمی-تخیلی اسپانیایی-ایتالیایی-فرانسوی است که بر اساس رمانِ جزیرهٔ اسرارآمیز، اثر ژول ورن، در ۶ قسمت ۵۲ دقیقه‌ای ساخته و در سال ۱۹۷۳ منتشر شد. این مجموعهٔ تلویزیونی، یک تدوین سینمایی هم دارد که در ۹۶ دقیقه، به‌صورت فیلم درآمد و در ۲۷ سپتامبر ۱۹۷۳ اکران شد.
این سریال کوتاه، یکی از بهترین اقتباس‌های تصویری از رمان ژول ورن است، چراکه تا حد زیادی به متنِ کتاب اصلی وفادار مانده‌است؛ از جمله در جزئیاتی نظیر ساخت و نمای بیرونیِ زیردریایی «ناتیلوس». انحرافات جزئی از متن کتاب نیز، یا به‌دلیل محدودیت در بودجهٔ تولید بوده یا تغییرات و ابتکارات هنری؛ به‌عنوان مثال، در داستان اصلیِ ژول ورن، منطقی نیست که کاپیتان نموی پیر و فرتوت، چگونه آن‌همه شاهکار تکنولوژیک و نوآوری‌های خلاقانه را، که نیازمند کار طاقت‌فرسای بدنی است، به‌تنهایی به سرانجام رسانده‌است. (در انتها هم بر اثر کهولت سن می‌میرد) در سریال اما، «کاپیتان نمو» را (با بازی عمر شریف)، جوان و قوی انتخاب کردند و وی را با دستیاران وفاداری به تصویر کشیدند که در همهٔ کارها او را همراهی و یاری می‌کردند.
این مجموعهٔ تلویزیونی، در دهه ۱۳۶۰ خورشیدی، از شبکه یک پخش شد.

## بازیگران
- عمر شریف[۱] - کاپیتان نِمو
- ژرارد تیشی - سایروس اسمیث
- گابریله تینتی - آیرتون
- ریک باتالیا - فینش
- فیلیپ نیکو - ژِده‌ئو اسپیلت
- جس هان - بوناونتور پنکراف
- رافائل باردم جونیور - هاربرت براون
- ماریانو ویدال مولینا - بوب آروه
- امبروز بیا - نَـب

## بازخورد
راجر ایبرت به این سریال تنها یک ستاره و نیم (از ۵ ستاره) داد و آن را پوچ‌گرایانه و فاقد هر گونه تأثیر مناسب دانست. همچنین خاطرنشان کرد که نام عمر شریف به عنوان ستاره سریال در عنوان‌بندی آن آمده است، اما او فقط ده دقیقه در کل سریال حضور دارد. مجلهٔ «کریچر فیچر» به سریال ۲ ستاره از ۵ ستاره داد و آن را فاقد خلافیت یا جلوه‌های ویژه جالب دانست.